# セオドア・カジンスキー

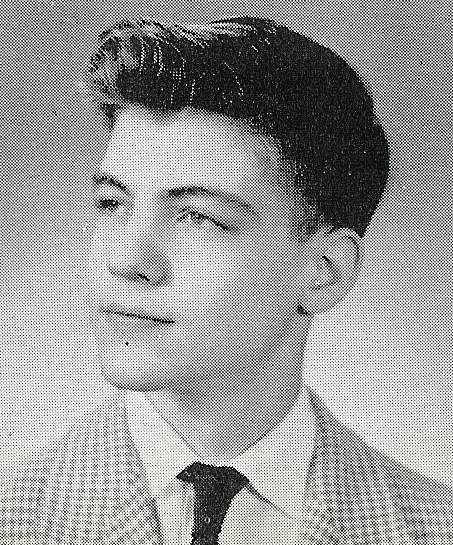
高校時代のカジンスキー

セオドア・ジョン・カジンスキー（英語: Theodore John Kaczynski、1942年5月22日 - 2023年6月10日）は、アメリカ合衆国のテロリスト。数学者でもあり、最年少のカリフォルニア大学バークレー校助教授でもあった。アナーキズムに関する著作もある。
数学に関しては神童であったが、1969年に大学のキャリアを捨てて、自給自足に近い原始的な生活をしていた。FBIのコードネームからユナボマーとも呼ばれる。

## 人物
1978年5月から1995年にかけて、全米各地で現代科学技術に関わりのある人々をターゲットにした連続爆弾事件を起こして3人を死亡させ、23人に重軽傷を負わせた。彼は革命を開始するつもりであり、工業化を批判するとともに原始的な生活の復活（アナルコ・プリミティヴィズム）を称揚して現代社会批判も行っている。
1971年にカジンスキーはモンタナ州リンカーン郡近郊の人里離れた小屋に移り住んだ。電気水道とは無縁の隠遁生活を始める一方で、サバイバル技術を磨き、自給自足を実現しようとした。しかし小屋の周囲にあった原野が破壊されるのを目の当たりにしたカジンスキーは、自然の中で暮らすだけではだめだという考えに至り、1978年に爆弾事件を起こし始める。1995年にはニューヨーク・タイムズに手紙を送り、もし同紙かワシントン・ポストが自分の論文『産業社会とその未来』を掲載するのであれば「テロ活動をやめる」ことを約束した。この論文のなかで、爆弾事件が極端な行動であることは認めつつ、大規模な集団化を前提とする現代科学技術に人間の自由と尊厳が蝕まれていることを知らしめるためには必要だったという主張を行った。
カジンスキーはFBIの歴史において最も捜査に予算と時間の掛かった容疑者でもある。彼の正体が明らかになるまで、FBIはこの事件を「大学・航空機爆弾犯」の頭字語であるユナボム（UNABOM、University and Airline Bomber）というコードネームで呼んでおり、次第にメディアはカジンスキーのことをユナボマーと呼ぶようになった。FBIと司法長官のジャネット・レノの後押しで『産業社会とその未来』が活字化されたことをきっかけに、弟のデイヴィッド・カジンスキーがその文体の特徴に気づいて通報を行い、カジンスキーの逮捕に至った。
1996年の逮捕以降、カジンスキーは公選弁護人の解任を求めていたが認められなかった。彼は自分のことを正気だと考えていたが、弁護士は死刑を回避するために、被告人の精神錯乱を主張していたからである。1998年には司法取引が成立し、彼がすべての罪を認めることと引き換えに、仮釈放なしの終身刑が言い渡された。

## 生い立ち

### 幼少時代
セオドア・ジョン・カジンスキーは1942年5月22日、イリノイ州シカゴにポーランド系移民2世の子として生まれる。いわゆる労働者階級の家で、母はワンダ・テレサ（旧姓ドンベック）、父はセオドア・リチャード・カジンスキーといった。
両親が弟のデイヴィッドに語ったところによれば、テッドは幼いころひどい蕁麻疹にかかって病院の隔離室でほとんど面会謝絶になったことがあり、退院後も「感情らしいものをみせることがほとんどないときが何か月も続いた」という。また、蕁麻疹の診断をする医者たちが幼いテッドを押さえつけている1枚の写真を本人に見せたときはひどく嫌悪を示した。
母によればカジンスキーはケージに入れられていたりして身動きのとれない動物にシンパシーをみせることがあり、おそらくそれは病院で隔離室に入れられていた経験から来ているものだった。

### 少年時代
1年生から4年生までカジンスキーはシカゴのシャーマン小学校に通い、教師からは「健康」「順応性あり」と評価された。
1952年、弟のデイヴィッドが生まれてから3年後に、家族はイリノイ州エヴァーグリーン・パークに引っ越し、テッドはエヴァーグリーン・パーク・スクールに転校した。彼は知能テストでIQ167を記録したため、6年生は飛び級となった。カジンスキーは後にこれが大きな出来事だったと語っている。彼は同級生といるときは社交的でみんなのリーダーでさえあったのに、飛び級をしてからは年上の子と馴染めず、いじめも受けたという。
エヴァーグリーン・パークの近隣住民は後にカジンスキー家が「公共心のある人たち」であったと表現していて、ある人は彼の両親が「全てを犠牲にして子供たちを育てていた」とも語っている。テッドもデイヴィッドも聡明な子であったが、テッドはずば抜けて優秀だった。近所の1人は「あれぐらい頭がいい人はいままで見たことがない」と言う。一方で別の人はテッドが「絶対に単独行動をしたがる」子で「遊ぶことをせず、早々と老人になったような」子供であったと証言している。
母親が回想するテッドは恥ずかしがり屋の子供であり、遊び場に無理やり連れて行っても馴染もうとしなかった。あるとき息子が社会に順応して成長していけるのかと不安に思った母親は、ブルーノ・ベッテルハイムが校長を務める自閉症の子供のための学校に息子を入れるのを検討したが、ベッテルハイムがまともに説明することなく冷たく教える姿を見て、その考えは捨てた。
1990年に、末期がんと診断されたテッドの父親は、22口径ライフルで自分を撃ち抜いて自殺した。報道に反して、父は精神衛生上の問題を抱えていたわけではなかった。彼はがんを患った末に死ぬのは自分だけでなく家族にとっても苦痛に過ぎるだろうと考えたのだった。自ら命を絶つまでの数日間、家族と過ごす彼はとても穏やかで優しく、後から考えれば別れの挨拶の代わりであった。

### 高校時代
カジンスキーはエヴァーグリーン・パーク・コミュニティ高校に入学し、そこでも学業優秀であった。マーチングバンドに参加してトロンボーンを演奏し、数学や生物学、コイン研究、ドイツ語などのクラブ活動をしたが、クラスではよそもの扱いであった。1996年にかつてのクラスメイトが当時の印象を語っている。「あいつは本当に人間というか、人格のある個人としては扱われていなかった..。言ってみれば、歩く脳みそと思われていたんだよ、ずっと」。
この時期に、カジンスキーは数学に特に関心を持つようになり、一日に何時間も勉強をして高度な問題を解いていた。同時に、「かばんっ子」と呼ばれていた、科学と数学が好きな生徒同士でかたまるようになった。このあだ名は、彼らが書類かばんを好んで持ち歩いたことからつけられたものだった。メンバーの1人がカジンスキーのことを回想して「彼は学校で一番頭がよかった...知り合いになるまでは本当に物静かでシャイだった。でも一度知り合いになれば、とにかく話好きだった」と語っている。
学業に関しては、高校時代は常に同級生から頭一つ抜けていた。数学は上級クラスに入れられたが、すぐにすべての教材を終わらせてしまっている。高校3年生を飛び級し、サマースクールで単位を取ることにより15歳で高校を卒業した。彼は学校に5人だけいたナショナル・メリット・スカラシップの最終候補者の1人であり、ハーバード大学に進学するように勧められて、1958年には奨学金を利用して16歳でハーバードに入学する。
クラスメイトは後に、このころのカジンスキーがまだ精神的に未熟であったと言っている。「周りが彼を捕まえて、準備ができる前にハーバードに送り込んだんだ...運転免許さえ持っていなかったのに」。

### 大学時代
ハーバードの初年度は、大学そばのプレスコットストリート8番地に住んでいた。ここは、最も若くて早熟な新入生が、こぢんまりと少人数で暮らすためにあつらえられたエリアだった。
残りの3年間は学生寮のエリオットハウスで生活した。同じ寮に住んでいた人間は、彼が人と関わることを避けていて「帰ってくると寮の中を駆け抜けて、自分の部屋に入ったなりドアをばたんと閉める」様子を覚えていた。別の人間はカジンスキーが寡黙でこそあったが、天才だったと証言している。いわく「これはただの一意見だけど、テッドは優秀なやつだった」。
カジンスキーがこれまでの証言から連想するほど人間嫌いというわけではなかったと証言する学生もいる。エリオットハウスで当時カジンスキーとたびたび食事を共にしていた人物はこう述べている。「とても静かだったけど、人柄は悪くなかった...議論に参加することは人より少なかったけど、友好的だったのは間違いない」。
カジンスキーは1962年にハーバードを卒業し、数学の学位を取得した。GPAは3.12で、平均を超えていた。

### 心理学の実験
カジンスキーは大学2年生の時に、ある心理学の実験に被験者として参加していた。それはハーバード大学の心理学者ヘンリー・マレーが指導していた研究で、作家のオールストン・チェイスの表現を借りれば「あえて残酷になる心理実験」であった。被験者は、個人的な哲学について同級生とディベートすることになると告げられ、自分の信条や夢を小論文にして詳しく書くように言われる。この小論文は匿名の弁護士にまわされ、続くセッションではこの弁護士が敵役にまわって、被験者を侮辱するのである。
「激烈で、草の根も生えないほど、人格的な欠点をあげつらう」攻撃が、小論文に書かれた内容を武器に使って行われ、その間の被験者の反応が電極によってモニターされた。このときの様子は録画され、怒ったり逆上する姿が被験者の前で繰り返し再生された。この実験は3年間続いたが、その間は週に一度誰かがカジンスキーを言葉でけなしたり辱めた。カジンスキーがこの実験に参加した時間は200時間に及ぶ。
カジンスキーの弁護人は、彼がマインドコントロール技術に向けた敵意の原因をこのマレーの実験に求めている。マレーの実験がCIAの洗脳技術研究計画MKウルトラの一環であったことについては、複数の資料がある。作家のオールストン・チェイスなど、この実験がカジンスキーの犯行の動機につながったという意見を持っているものもいる。

### 数学者として

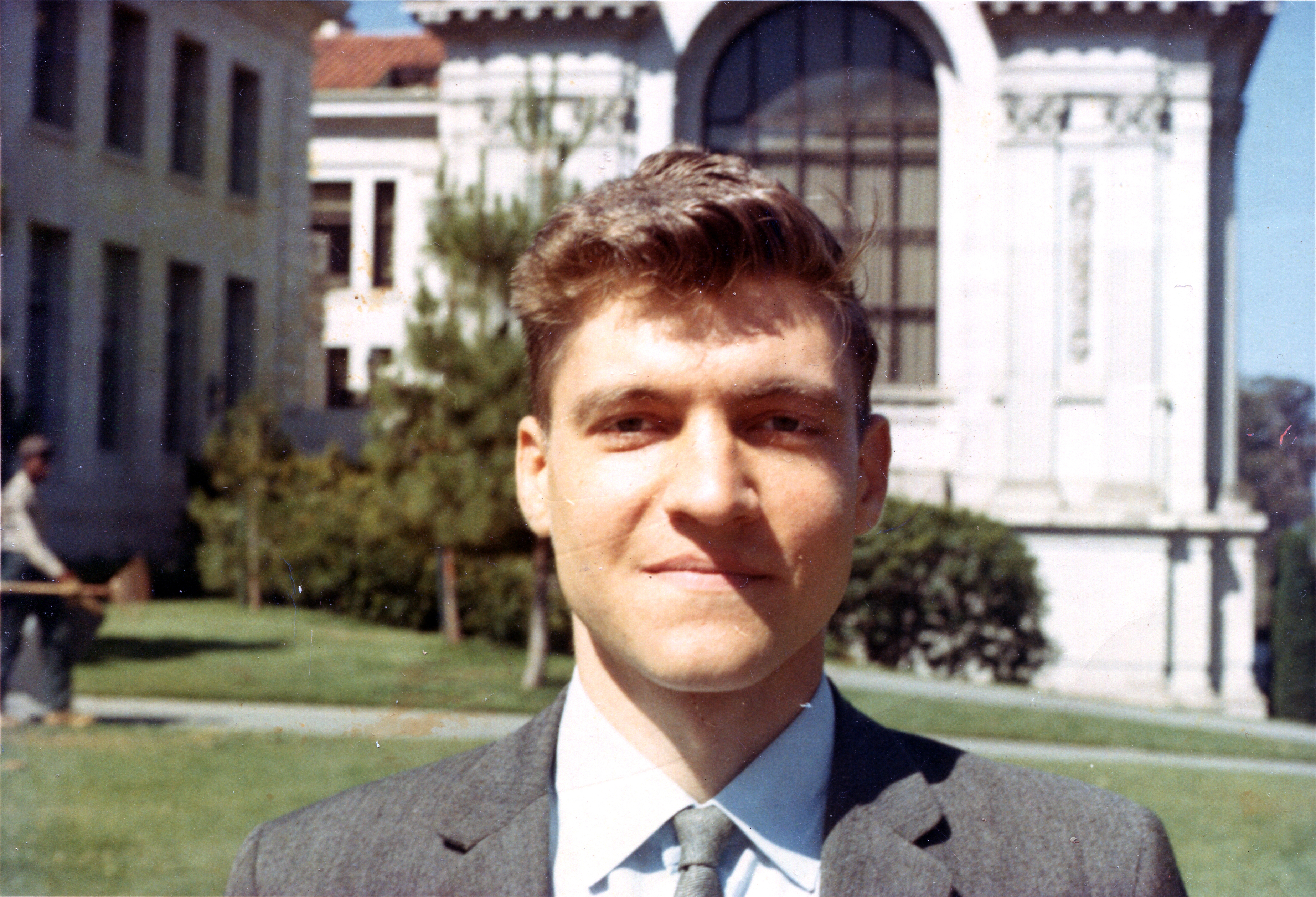
カリフォルニア大学バークレー校の助教だった頃のカジンスキー

1962年にカジンスキーはミシガン大学の大学院に入学し、修士号（1964年）と博士号（1967年）を取得した。ミシガン大学は大学院進学の第一候補ではなかったが、カリフォルニア大学バークレー校やシカゴ大学も受験して合格こそしたものの、ティーチングアシスタントのポジションや学費援助は得られなかったのである。それに対してミシガン大学からは年に2,310ドルの助成金（2018年の20,000ドル弱に相当）とティーチングアシスタントのオファーがあったのだった。
ミシガン大学では、複素解析（特に幾何学的関数論）を専攻した。彼の知性と情熱は、教授たちに強い印象を残した。「彼は並大抵の人間じゃなかった。ほかの院生とはまるでちがっていた。自分の研究にとにかく没頭していたんだ。数学における真理の発見に打ち込んでいたよ」とピーター・デューレン教授は言う。「賢いというだけでは足りない」ともう一人のミシガン大学の数学者ジョージ・ピラニアンも言っている。ミシガン時代に、カジンスキーは18の履修科目で5つのB、12のAをとっている。しかし2006年に彼は「ミシガン大学での思い出は楽しいものではなかった...単位を（物理の科目一つ以外は）取れただけでなく、Aがありすぎたのが問題だ。ミシガンではどれだけ基準が低いのか、哀れもいいところだ」と語っている。
1967年に提出されたカジンスキーの学位請求論文『Boundary Functions』はサムナー・B・マイヤーズ賞を受賞している。これはミシガン大学で一年に提出された最も優れた数学の博士論文に送られるものだった。指導教官だったアレン・シールズは「今まで見てきた中でも一番素晴らしかった」といい、審査委員の一人だったマクスウェル･リードは「アメリカでも理解できたり褒めたりできるのは多分10人かそこらだと思う」と語っている。彼はこの論文をもとに2本の雑誌論文を書き、ミシガン大学を去るまでさらに3本を雑誌掲載している。
1967年の後半、25歳のカジンスキーはカリフォルニア大学バークレー校で、開学以来最年少の数学の助教授となった。彼はこの大学で学部生を相手に幾何学や微積分を教えていた。学生による授業評価だけをみれば、彼は好かれていたとは言えない。教師という立場に居心地の悪さを感じているというのが学生の印象で、教科書に書いてあることから一歩も出ずに授業をしたり質問があっても答えなかったという。1969年6月30日にカジンスキーは何の説明もなくこの学校を退職している。当時に数学科の学部長だったJ・W・アディソンは「突然で思いもよらない」辞職だったと語っている。
1996年、バークレー校の副学長だったカルヴィン・C・ムーアは、カジンスキーの「印象的な」博士論文と雑誌論文を振り返り、「もっと出世して、今ごろ学部の上層部の一員になっていたかもしれない」と述べている。一方で1996年のロサンゼルス・タイムズに掲載された記事は、数学者への取材を通じて｢カジンスキーが研究していた分野は実質的にすでに消滅している。彼が研究活動を行っていた1960年代に、ほとんどの理論の証明は成し遂げられてしまった」と書いている。ただし数学者のドナルド・ラングは「もし数学者のままだったら多分何か別の研究対象に移っていただろう」とも言っている。

## モンタナ州での生活

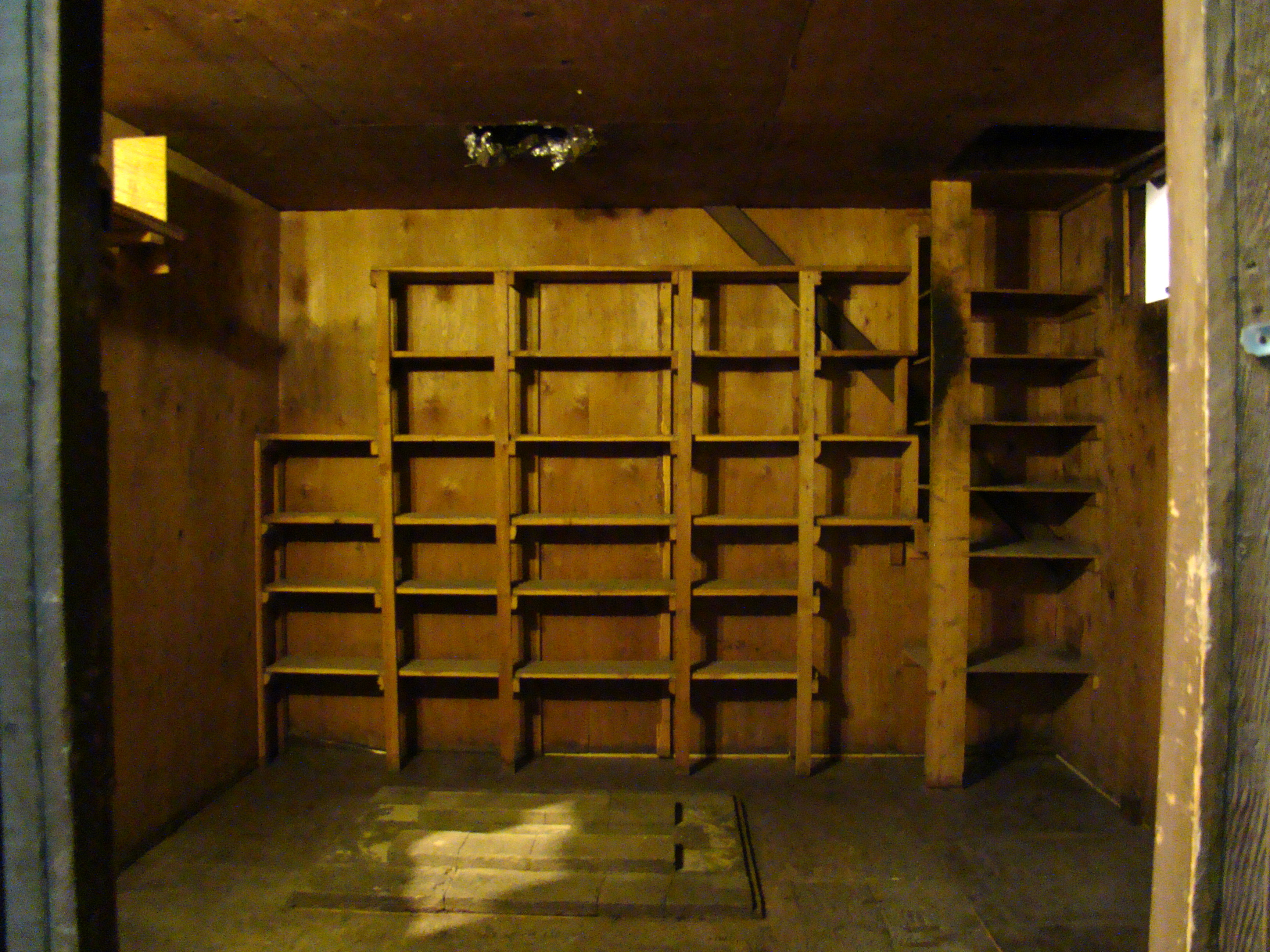
カジンスキーの使っていた小屋（ワシントンD.C.のニュージアム）

カジンスキーはバークレー校を辞めて、イリノイ州ロンバードの両親の元で暮らしていたが、2年後の1971年には人を避けてモンタナ州リンカーン郡の郊外に小屋を建て、ほとんど金を使わず、電気も水道もない質素な暮らしを始めた。単発的な仕事をしたり、家族からいくらかの資金援助は得てはいた。
彼のそもそもの目標は、他者から独立して生きていけるように自給自足の生活を行うことであった。獲物の追い方、食べられる植物の見分け方、有機農業のやり方、弓きり式による火おこし、そういった原始的な技術を自ら鍛えた。街へ行くときは古い自転車を使っていて、地元の図書館のボランティアの話では、よく古典作品を原書で読んでいたという。リンカーン郡の住人は後に、彼のようなライフスタイルはこの辺りではそれほど珍しくもなかったと語った。
カジンスキーが暮らす小屋の周囲の原野は不動産開発と工業化によって破壊され、自然に囲まれて平和に暮らすのはもはや不可能だと彼は考えた。それに対抗するために、彼は1975年から周辺の工事現場で破壊工作をはじめるとともに、ジャック・エリュールなどの本を読み、社会学や政治哲学を独学で学び始める。
逮捕後のインタビューで、彼は気に入りの場所を散策していたときに受けた衝撃を思い出している。
1999年のインタビューでは、社会改革の行く末についても期待を持てなくなった自分を語っている。「人間は低きに流れる傾向にある...」という彼の言葉は、産業技術に支えられた社会体制を打ち倒すには、暴力で屈服させることこそが唯一の道だという意味である。

## 犯行
1978年から1995年にかけて、カジンスキーは爆弾を郵送したり時に自ら運んで、爆破させた。爆弾は次第に洗練されていき、最終的に3人の命を奪い、23人に大小の怪我を負わせた。計16個の爆弾が彼のものだとされている。爆弾の仕組みは年ごとに違ったが、初期のいくつかを除いてすべてに「FC」というイニシャルが入っていた。後にカジンスキーはこれが「フリーダムクラブ」（Freedom Club）のことだと説明している。彼はあえて捜査を迷わせるための手がかりを装置に残す一方で、指紋が付くことのないようその扱い自体はきわめて慎重だった。一部の装置に残っていた指紋は、カジンスキーの出した手紙のものとは一致しなかった。

### 初期の爆弾事件

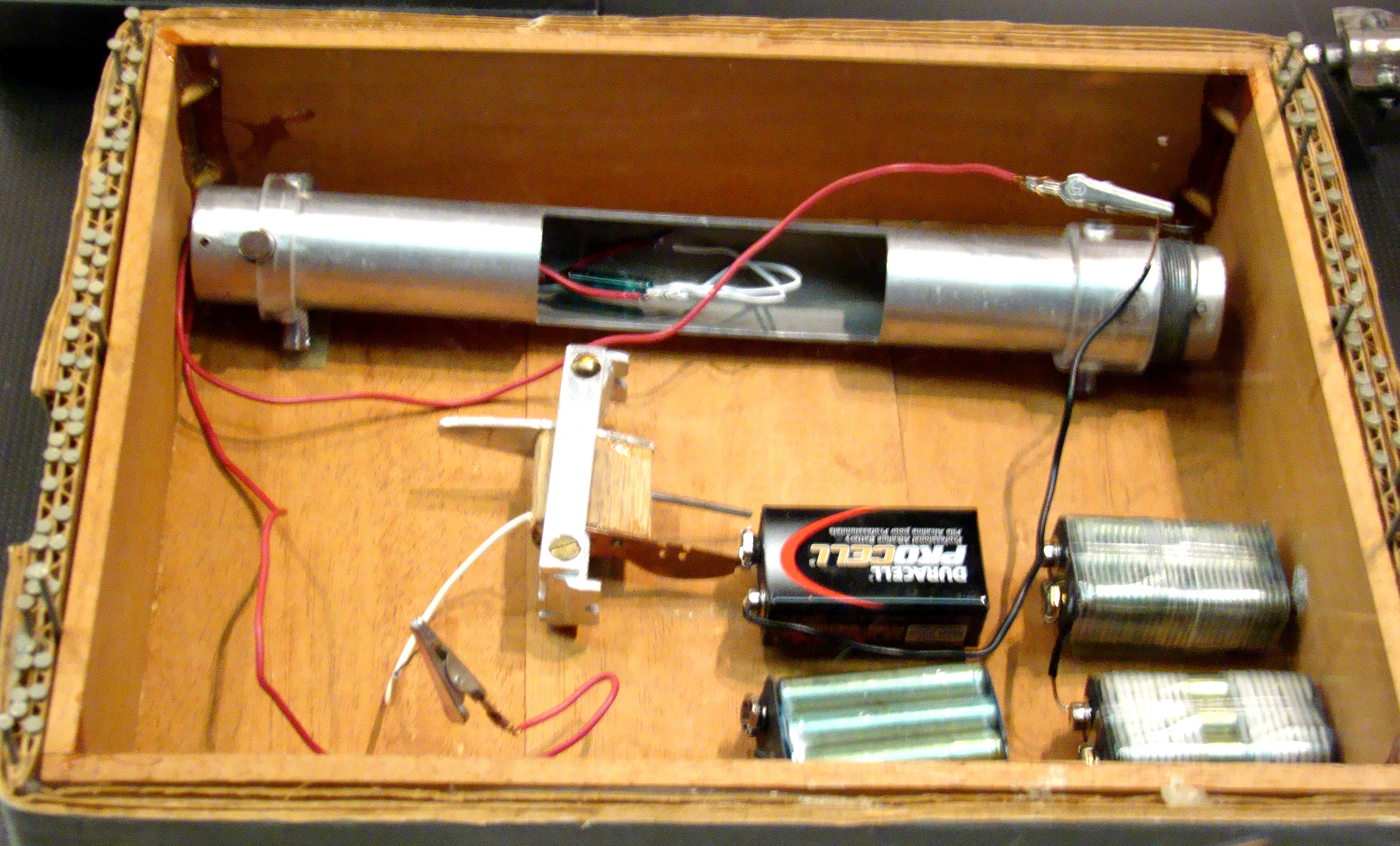
FBIが再現したカジンスキーの爆弾の1つ（ワシントンD.C.のニュージアムに展示されていたが、同館は2019年に閉館した。）

カジンスキーの最初の郵便爆弾は、ノースウェスタン大学で材料工学を研究する教授のバックリー・クリストを狙ったものだった。1978年5月25日、差出人住所がクリストのものになっている小包がイリノイ大学シカゴ校の駐車場で発見された。郵便物はクリストに「返却」されたが、彼はそんな荷物を出しておらず、不審に思ってキャンパスの警察に連絡を入れた。警察官のテリー・マーカーが郵便を開封すると爆発が起こり、彼は左手を負傷した。
小包の中身は、木の箱にはいった直径1インチ (2.5 cm)長さ9インチ (23 cm)の鉄パイプで穴には無煙火薬が詰められていた。箱とパイプの両端の栓はいずれも木製で、手作りされたものだった。パイプ爆弾のほとんどは、市販で容易に手にはいる金属ねじで端に栓がされている。しかし、栓が木製だと内圧を強烈に高めるのに必要な強度がなく、爆風がむしろ弱くなってしまう。起爆装置は単純である。ゴムバンドで引っ張られたくぎが、箱を開けると、6本のマッチの頭薬を叩く物だった。それでマッチには火がつき、火薬が燃焼する。その後カジンスキーは、火薬にもっとうまく引火するように、電池とワイヤ状の熱フィラメントを使っている。
カジンスキーは、1978年5月の爆弾送付のためにイリノイ州に帰ってきており、フォームラバー工場で働く父と弟の手伝いのため、しばらくこの地に滞在していた。しかしこの年の8月に弟によって解雇された。理由は、カジンスキーが短期間だけ交際していた女性の指導主事のことを侮辱するような詩を書いたことだった。この女性の指導主事はカジンスキーのことを「頭がよくて、もの静か」だったと回想しているが、交際についてはほとんど記憶がなく、恋愛関係にあったことは一切ないとはっきり否定している。

### FBIの捜査
1978年の最初の爆弾事件に続き、航空会社の役員たちにも爆弾が送りつけられた。
さらに1979年には、シカゴからワシントンD.C.にフライトするアメリカン航空444便（ボーイング727）の貨物倉に爆弾が仕掛けられた。時限装置の不具合により爆発することはなかったが、煙が発生したため飛行機は緊急着陸を余儀なくされた。当局によれば、爆発していれば「飛行機を消し飛ばす」ほどの威力があった。旅客機に爆弾を仕掛けることは連邦犯罪であるため、FBIが捜査に乗り出すとともに容疑者は大学・航空機爆弾犯（University and Airline Bomber）の頭文字からUNABOMと名付けられた。
カジンスキーはすべての爆弾に「偽の手がかり」を残し、信用できそうだと思わせるために見つけにくいよう仕込んでいた。最初の手がかりは常に爆弾のどこかに（大抵はパイプ端の栓の中だった）隠されたFCというイニシャルの入った金属プレートだった。また別の手がかりは爆発しなかった爆弾に残されたメモで、「ウー、やったぜ！こうなるって言ったろ―RVより」（"Wu—It works! I told you it would—RV"）書いてあった。箱を送るときに使われたユージン・オニールの1ドル切手を手がかりにしていることもあった。スローン・ウィルソンの小説『氷の兄弟』（Ice Brothers）の本に爆弾が埋め込まれている時もあった。
FBIは「容疑者が自分の犯罪に自然、樹木、木々といったテーマを盛り込んでいる」と考えた。彼の爆弾にはよく「木の枝や樹皮の一部」が入っており、ターゲットにはパーシー・ウッドやリロイ・ウッド教授といった名前も見受けられたからである。犯罪ライターのロバート・グレイスミスは容疑者が「木に執着している」ことは「大きな要素だ」と述べた。

### 後期の爆弾事件
最初に重傷を負ったのは1985年に被害にあったジョン・ハウザーだった。彼は大学院生であり同時にアメリカ空軍の大尉だったが、4本の指を失い、片方の目を失明した。この爆弾も、いつものように、木でできた手製の部品を組み合わせて作られていた。
カリフォルニア州サクラメント在住でPCショップを経営する38歳のヒュー・スクラットンは、1985年に自分の店の駐車場に置かれた、釘と金属片の詰まった爆弾によって命を落とした。同じようなPCショップに対する攻撃は、1987年2月20日にユタ州のソルトレイクシティでも起こった。爆弾は木材のように偽装されており、駐車場からそれをどけようとしたゲイリー・ライトが怪我を負った。彼は爆発によって左腕の神経を損傷し、身体に200個以上もの金属片を浴びた。
前回の事件から6年後の1993年、カジンスキーはイエール大学で計算機科学を教えるディヴィッド・ゲランター教授の自宅に爆弾を郵送した。彼は重傷を負ったが、一命をとりとめている。同じ週に、カジンスキーは、カリフォルニア大学サンフランシスコ校のチャールズ・エプスタインの自宅にも爆弾を送り付け、開封してしまったエプスタインの指を何本か吹き飛ばしている。このときカジンスキーはゲランターの兄弟である行動遺伝学者のジョエル・ゲランターに電話をかけて「次はお前だ」と告げた。マサチューセッツ工科大学の遺伝学者フィリップ・シャープもこの2年後に脅迫の手紙を受け取っている。
1994年、広告代理店バーソン・マーステラ役員のトーマス・モーザーがニュージャージー州ノース・コードウェルの自宅に送られた郵便爆弾を爆発させて死亡した。ニューヨーク・タイムズ紙に送った手紙の中でカジンスキーは「トーマス・モーザーを吹っ飛ばしたのは...エクソンが原油流出事故を起こした後にそのパブリックイメージを払拭するためバーソン・マーステラが手を貸したから」だが、さらに重要なのは「この会社が世間の意見を操る技術を磨くのを事業としているからだ」と述べた。そして続く1995年には材木業界のロビー団体カリフォルニア森林組合の理事長だったギルバート・ブレント・マレーが殺されている。彼の命を奪った郵便爆弾は、当時すでに辞任していた元理事長のウィリアム・デニスン宛のものだった。

### 犠牲者の一覧
カジンスキーの起こした爆弾事件の死傷者をまとめると下記の通りである。
| 日付           | 場所                                                                     | 犠牲者                            | 職業                  | 被害                                                |
| -------------- | ------------------------------------------------------------------------ | --------------------------------- | --------------------- | --------------------------------------------------- |
| 1978年5月25日  | イリノイ州：ノースウェスタン大学                                         | Terry Marker                      | 警察官                | 軽度の裂傷および火傷                                |
| 1979年5月9日   | イリノイ州：ノースウェスタン大学                                         | John Harris                       | 大学院生              | 軽度の裂傷および火傷                                |
| 1979年11月15日 | イリノイ州：アメリカン航空444便 （シカゴからワシントンD.C.のフライト中） | 12人の乗客                        |                       | 煙吸入（命に別状なし）                              |
| 1980年6月10日  | イリノイ州：レイクフォレスト                                             | Percy Wood                        | ユナイテッド航空社長  | 重度の裂傷および身体と顔の火傷                      |
| 1981年10月8日  | ユタ州:ユタ大学                                                          | なし                              |                       | なし（爆弾処理をされたため）                        |
| 1982年5月5日   | テネシー州：ヴァンダービルト大学                                         | Janet Smith                       | 大学職員              | 手に重度の火傷を追い、金属片で身体に怪我            |
| 1982年7月2日   | カリフォルニア州：カリフォルニア大学バークレー校                         | Diogenes Angelakos                | 工学部教授            | 重度の火傷、金属片で手と顔を怪我                    |
| 1985年5月15日  | カリフォルニア州：カリフォルニア大学バークレー校                         | John Hauser                       | 大学院生              | 右腕の指4本を失い、動脈を損傷 左目の視力を一部喪失  |
| 1985年6月13日  | ワシントン州：オーバーンのボーイング社                                   | なし                              |                       | なし（爆弾処理をされたため）                        |
| 1985年11月15日 | ミシガン州：ミシガン大学                                                 | James V. McConnell Nicklaus Suino | 心理学部教授 研究助手 | 一時的な難聴 火傷、金属片による怪我                 |
| 1985年12月11日 | カリフォルニア州：サクラメント                                           | Hugh Scrutton                     | PCショップ経営者      | 死亡（1人目）                                       |
| 1987年2月20日  | ユタ州：ソルトレイクシティ                                               | Gary Wright                       | PCショップ経営者      | 左腕に重度の神経損傷                                |
| 1993年6月22日  | カリフォルニア州：ティブロン                                             | Charles Epstein                   | 遺伝学者              | 両鼓膜を損傷して難聴に 3本の指を失う                |
| 1993年6月24日  | コネチカット州：イェール大学                                             | David Gelernter                   | 計算機科学者          | 重度の火傷、金属片による怪我 右目を損傷、右手を失う |
| 1994年12月10日 | ニュージャージー州：ノース・コードウェル                                 | Thomas J. Mosser                  | 広告会社役員          | 死亡（2人目）                                       |
| 1995年4月24日  | カリフォルニア州:サクラメント                                            | Gilbert Brent Murray              | 材木業ロビイスト      | 死亡（3人目）                                       |
| 出典：         |                                                                          |                                   |                       |                                                     |

## 『産業社会とその未来』
1995年にカジンスキーはマスコミ各社へ繰り返し手紙を送り、自分の目的のあらましを伝えるとともに、彼が書いた英語で35,000語の論文『産業社会とその未来』（FBIはこれをユナボマー・マニフェストと呼んだ）を大手新聞に一言一句たがわず掲載するよう要求した。さらに、もし要求を呑めば「テロ活動をやめる」とも語っていた。
この論文を活字化することに関しては議論もあったが、司法長官のジャネット・レノとFBI長官のルイス・フリーは、治安に関する懸念から、また論文の著者を知る読者が現れることを期待して賛成の立場であった。ペントハウスのボブ・グッチョーネも論文の掲載に名乗りを上げたが、カジンスキーはペントハウスは他の媒体と比べて「社会的地位」が低いため、「もし原稿が出版されたとしても、殺人を意図した爆弾を1つ（1つだけだ）仕掛ける権利を留保する」と応じた。結局、論文は1995年9月19日にニューヨーク・タイムズとワシントン・ポストの両紙に掲載された。

### 書法
イタリック体のないタイプライターで書かれた文書全体を通じて、カジンスキーは強調したい語の全ての文字を大文字にしていた。一人称は常に「我々」（"we"）か「FC」（"Freedom Club"）だったが、カジンスキーに協力者がいたという証拠はない。学者のドナルド・フォスターがカジンスキーの弁護のために文章の分析を依頼されており、彼は、綴りやハイフンつなぎが変則的でありその他の言語的な特異性も合わせると、カジンスキーが著者であると結論づけられると証言した。

### 要約
『産業社会とその未来』はカジンスキーの次のような主張で始まる。「産業革命とその帰結は、人類に大きな災いをもたらしている」。
テクノロジーは社会を不安定にし、人生を満たされないものにしているだけでなく、〔人類に〕精神的苦痛を蔓延させた原因でもある。テクノロジーの進歩によって、ほとんどの人が「代理行動」〔とカジンスキーは言う〕に過ぎない無意味なものの追求に時間を費やすようになった。そのため人々は科学の研究や消費者主義的な娯楽、スポーツの応援など人工的な目標を追い求めている。このままさらにテクノロジーが進歩すれば、人間に対して遺伝子操作が盛んに行われて、社会体制の要求に合わせて順応させられると予測される（これではあべこべである）。技術の発展は負の側面もあることはわかっていても避けられないがゆえに消極的に受け入れようなどという人もいるが、そうではない。技術の発展は止められる。そして「野生」に帰ろう〔とカジンスキーは呼びかける〕。
人間の自由が蝕まれていくのは、産業社会である以上は自然なことである。なぜなら「その体制が機能するためには、人間の行動は厳しく制限されなければならない」からだ。そこでは社会体制の改革なども不可能だ。「自由のために後世にまで残るほどの変化をもたらせば、社会体制が著しく混乱するということがわかっているからである」。しかし社会体制はまだ完全に「人類の行動をコントロール」できているわけではなく、「体制自身の存続を脅かしかねない、種々の問題を克服しようと現時点では必死にもがいている」状態である。「もし、短期間に人間の行為を十分にコントロールすることに成功したならば、体制は存続し」、さもなくば崩壊するであろう。「次の数十年、たとえば40年から100年の間にどちらかに決する可能性が高い」。産業社会に反旗を翻す人間のなすべきことは「社会にストレスと不安定さ」をもたらすとともに、「テクノロジーに対抗するイデオロギー」、カウンターとなる理想の位置に自然を掲げるイデオロギーの広報に努めて「熱狂的な支持を集め」ることである。このようにして産業社会が一定以上に不安定になれば「テクノロジーに対する革命は可能になる」。
〔論文のあちこちで、カジンスキーは運動としての左翼にも言及している。〕左翼は「主に社会主義者、全体主義者、『ポリティカル・コレクトネス』型、フェミニスト、ゲイ、障害者人権活動家、動物の権利の活動家など」と定義でき、こうした左翼は主に「劣等感」と「過剰な社会化」の二つに突き動かされているだけでなく、「我々の世界が持つ狂気がもっとも広い範囲で顕現した存在の1つ」である。さらに「自然をあがめ、テクノロジーに反対する運動は、断固として反左翼的な立場をとらねばならず、左翼との共闘などありえない」。「左翼は、長期的には、野生や人間の自由、現代テクノロジーの排除とは相容れない運動である」。一方で保守主義もまた「間抜け」であり「伝統的な価値観が毀損されていると駄々をこねながら、テクノロジーの進歩と経済発展は熱烈に支持する。社会におけるテクノロジーと経済に急激かつ劇的な変化を起こせば、社会のあらゆる面にも急激な変化がもたらされ、必然的に伝統的な価値観も破壊されてしまうということが彼らには永遠にわからないように思われる」。

### 反響
アトランティック誌上で、オールストン・チェイスはこの文章が「1995年当時には多くの聡明な人々が、この文章を天才の仕事とか、少なくとも深遠な思想と受け止めており、異常思想とは考えていなかった」。一方でチェイス自身は「これを書いたのが天才とも狂人とも思われない。[…] 社会の発展に関するペシミズムと現代世界の拒絶は、アメリカでも特に最も高度な教育を受けた人のあいだで共有されていた考えだ」。マニフェストの文中に名が出てくるUCLAの政治学者ジェームズ・Q・ウィルソンはニューヨーカー誌への寄稿で、『産業社会とその未来』が「慎重に理論づけられており、巧みに書かれた論文だ。...もしこれが狂人の仕事ならルソーやトマス・ペイン、マルクスなど大勢の政治哲学者の書く文章はほとんど正気ではない」。

### 影響関係
マニフェストを技術社会に対する批評として見た場合、そこにはジョン・ゼルザン、ジャック・エリュール（彼の『技術社会』はカジンスキーの1971年の原稿で言及されている）、レイチェル・カーソン、ルイス・マンフォード、E・H・シューマッハーなど技術と産業化を批判した当時の批評家の影響が見てとれる。「権力過程を混乱させる」という考えは、マンフォード、ポール・グッドマン、エリック・ホッファーなどの、社会問題の主要因を有意義な仕事の少なさにみた社会批評家を連想させる。通底するテーマはオルダス・ハクスリーの『すばらしい新世界』でも扱っているもので、カジンスキーはこの小説のことを論文の中で言及している。「過剰な社会化」や「代理行動」という概念にはフロイトの『文化への不満』や彼の合理化や昇華（この言葉は「代理行動」を説明するものとしてカジンスキーの論文の中で3度使われている）の影響が指摘できる。

## 捜査
この事件は当初、郵便監察局が捜査を担当しており、郵便爆弾に廃品が使われていることから捜査員は容疑者を「ジャンクヤード・ボマー」と呼んでいた。その後FBIの所管となり、テリー・D・ターチーがユナボム（UNABOM）の捜査責任者になった。1979年にFBIが主導するタスクフォースはFBI、アルコール・タバコ・火器及び爆発物取締局（ATF）、郵便監察局の職員からなる125名のエージェントで構成されていた。その後このタスクフォースは常勤の捜査員が150名と増員されたが、回収された爆弾の部品に関する詳細な分析や、事件の生存者からの聞き取りによっては、容疑者の特定につながる情報はほとんど得られなかった。犯人が作る爆弾の主材料はほとんどどこにでも見つかるようなスクラップだった。後に分かったことだが、ターゲットは図書館での調査を通じて不規則に選ばれていた。
1980年に、主任捜査官ジョン・ダグラスはFBIの行動科学分析班のエージェントと捜査を行う中で、正体不明の爆弾犯の心理学的なプロファイリングを行った。この時の分析によれば、犯人は平均以上の知性であり学界ともつながりがあるとされた。この犯人像は後にさらに洗練されて、ネオ・ラッダイト的思想をもち自然科学の分野で学位を有する人間と推測された。しかしこの心理学をベースにしたプロファイリングは1983年に却下されてしまった。その代わりにFBIの分析班が着目したのは、回収された爆弾の破片に見られる物理的な特徴であった。この新しいプロファイリングによれば、犯人はブルーカラーであり航空機のメカニックということになった。タスクフォースによって捜査情報の提供用に1-800から電話番号が始まるホットラインが設置され、ユナボマーの逮捕につながる有益な情報を提供した人間には100万ドルの報奨金がついた。
『産業社会とその未来』が新聞に掲載される以前から、テッド・カジンスキーの弟であるデイヴィッドは、テッドがユナボマーである可能性について真偽を確かめるよう妻からしつこく言われていた。デイヴィッドは初めのうちこそ取り合わなかったが、1995年9月のマニフェストが新聞に掲載されてから1週間後にやっとその文章を読み、兄との類似について真面目に考えるようになった。彼は家にある古い手紙の山の中を探して、テッドが1970年代に書いた手紙を見つけた。兄がテクノロジーの濫用に対する反論を綴って新聞社に送ったものだったが、そこで使われている言葉遣いはあのマニフェストによく似ていた。
FBIはマニフェストの公開前に記者会見を開いて、あらためて世間にユナボマーの特定につながる情報の提供を求めた。捜査では犯人は爆弾事件を初めて起こしたシカゴ周辺の出身だという説が有力になっていた。そしてソルトレイクシティで働いていたかもしくは何らかの地縁があって、1990年代にはサンフランシスコ・ベイエリアで何か手がかりを残しているはずだった。こうした地理情報を知り、新聞に全文が掲載される前の抜粋を読んだデイヴィッドの妻は、早くマニフェストを読むようにと促した。

### マニフェストの公開以降
マニフェストが新聞に掲載され、ユナボマーの身元特定につながる情報に100万ドルの報奨金がつけられたため、一日に千件を超える電話がFBI設置のホットラインに寄せられる日々が何か月も続いた。ユナボマーから送られたとされる手紙もタスクフォースには大量に届き、警察は際限なく集まる容疑者の手がかりの検討に追われた。その一方で、カジンスキーの弟デイヴィッドはシカゴの私立探偵スーザン・スワンソンに依頼し、兄の行動について慎重に調査を進めていた。ディヴィッドは後にスワンソンが集めた証拠のとりまとめと、FBIへの情報提供をワシントンD.C.の弁護士トニー・ビシェーリエに依頼している。FBIが関心を持つ可能性は薄いだろうと踏んでいたのである。彼が恐れていたのは、FBIに抵抗したルビー・リッジやウェーコ包囲戦のような末路を兄が迎えることで、FBIが兄と接触しようとすればそこに暴力が伴いかねないと感じて、兄を守ろうとしたのだった。
1996年初め、元FBIの人質交渉人で犯罪プロファイラーのクリントン・R・ヴァン・ザントにビシェーリエと協力関係にある捜査官が接触している。ビシェーリエは捜査官を介して、デイヴィッドが兄から受け取った、手書きの手紙をタイプライターで清書した原稿とカジンスキーのマニフェストとの比較を依頼した。ヴァン・ザントの最初の分析では、書いたのが同一人物である可能性は60パーセントよりは上というところだった。マニフェストは公になって半年は経っていたということもある。ヴァン・ザントが指揮した二度目の分析チームは、その可能性はもっと高いと判断した。そのためビシェーリエは君の依頼人はすぐにでもFBIと連絡をとったほうがいいと薦められた。
1996年2月、ビシェーリエはテッド・カジンスキーが1971年に書いた論文のコピーをFBIのモリー・フィンに提供した。フィンはさらにこの論文をサンフランシスコに本部を置くタスクフォースに回している。本部では捜査員のジョエル・モスとキャスリーン・パケットもこの論文に目を通したが、一読して文章に類似性を見出したのは、FBIの犯罪プロファイラー、ジェームズ・R・フィッツジェラルドだった。言語解析にかけると、論文とマニフェストの著者はほぼ間違いなく同じという結果も出た。爆弾事件とカジンスキーの来歴から垣間見える事実とも総合した上で、この分析結果を根拠に、捜査全体の責任者であるテリー・ターチーは、逮捕令状に署名を行った。
デイヴィッド・カジンスキーは、匿名のままでいることを希望していたが、すぐにFBIに特定され、数日のうちにワシントンD.Cで弁護士立ち会いの元、妻と一緒にFBIの捜査員から聞き取りを受けた。事情聴取が何度か行われ、その時にデイヴィッドは兄が書いた手紙を当時の封筒とともに提出している。これによってFBIは切手の消印から、テッドの行動を時系列にそって以前より詳しく把握できるようになった。デイヴィッドは、行動分析に関する特別捜査官のキャスリーン・パケットと互いに尊敬し合う信頼関係を築き、カジンスキーが住む小屋に対する捜査令状が執行されるまでのほぼ2ヵ月で、ワシントンD.C.だけでなくテキサス州、シカゴ、スケネクタディ (ニューヨーク州) と場所を変えて面談を繰り返した。
デイヴィッドもかつては兄を尊敬し、手本にもしていたが、サバイバル生活のような暮らしにはついていけなかった。FBIには匿名を条件に捜査へ協力しており、兄に誰が情報提供したのか分からないようにするという約束も得ていたのに、彼の身元は1996年4月初頭にCBSニュースにリークされてしまった。CBSのニュースキャスター、ダン・ラザーから確認の電話を受けたFBI主任捜査員のルイス・フリーは、CBSイブニングニュースで公開するまで24時間待つように要望している。FBIは捜査令状を急ぎ、モンタナ州の連邦裁判所からようやく許可をとった。FBIは内部リークについても調査を行ったが、リーク元については特定することができなかった。
テッド・カジンスキーをマニフェストの作者とすることについてFBI内部も一枚岩ではなかった。捜査令状の許可にあたっては、マニフェストは別の人間が書いたものだと考えている専門家も多い、との留保があった。

### 逮捕
FBIの捜査員は1996年4月3日にカジンスキーを逮捕した。小屋にいた彼は、頭がぼさぼさの姿で見つかった。小屋を調べると、貯め込まれた爆弾の部品のほか、爆弾製造の実験作業などについて40,000語余りが記された手書きの日記、ユナボマーの犯罪についての解説書、それからあとは郵送するだけの実際の爆薬の詰まった爆弾も1つ見つかった。このとき『産業社会とその未来』をタイプしたオリジナルと思われる原稿も見つかっている。この時までに、ユナボマーはFBIの歴史において最も捜査に予算がかかった容疑者になっていた。
身柄の確保後に、カジンスキーをゾディアック事件の犯人とする説が持ち上がった。その関連性が疑われたのは、カジンスキーが1967年から1969年までサンフランシスコ・ベイエリアに住んでいたという事実があったからであり、両者ともに高い知能を持ち、爆弾と導線に関心を持っていた。さらにどちらも、新聞社に自分の著作を掲載するように要求する手紙を送っており、それを呑まないのであれば凶行を継続するという脅しをかけていた。しかしすべての殺人事件について当時カジンスキーがどこにいたかを検証することは不可能であり、ゾディアック事件の犯人が銃とナイフを使って殺人事件を起こしていたこともカジンスキーとは違う点だった。そのため、捜査においてはそれ以上追及されることはなかった。1986年に『ゾディアック』という本を書いているロバート・グレイスミスは、類似点は「魅力的」だが純粋に偶然の一致だと述べている。
捜査の初期段階では、最終的な容疑者とはかけ離れた犯人像を基にユナボマーを追いかけていた。『産業社会とその未来』では「我々」や「我々の」という言葉が一貫して使われていたことを分析したり、1993年には爆弾の1つに残されていたメモにあった名前を根拠に「ネイサン」というファーストネームの人間を捜査対象にしていたこともある。事件が公開されると、当局は犯人がカジンスキー以外にもいるという説を否定するようになった。

## 裁判
裁判では、弁護団を自ら解任し自己弁護を行おうとする態度などで審理が進まないと判断した検察官は、仮釈放なしの8回分の終身刑とする司法取引を提案した。そしてこの司法取引にカジンスキーが同意したためそのまま刑は確定となり、公判は一度も開かれなかった。そのため、カジンスキーの犯行動機は現在も不明である。また、攻撃の標的をどのように定めたかも多くは語られず不明である。当初、コロラド州にあるADXフローレンス刑務所にて服役していた。
FBIはこの事件で犯罪人類型に「Lone Wolf（ローンウルフ）」型を加えた。
オクラホマシティ連邦政府ビル爆破事件の主犯、ティモシー・マクベイを長期にわたり取材し、「アメリカン・テロリスト」を著したジャーナリストのダン・ハーベックによると、カジンスキーは同じフローレンス刑務所に収監されているマクベイや共犯者のテリー・ニコルズ、世界貿易センター爆破事件を引き起こしたラムジ・ユセフらと「爆破事件の犯人」という共通項から交友関係を持ち、"Bombers Row"と呼ばれる一団を形成していたという。カジンスキーとマクベイは自然やサバイバルについて語り合うことを好み、マクベイが1999年に死刑執行のためにインディアナ州テレホート刑務所に移送された後も、カジンスキーは他のグループメンバーと交流を続けているという。
2021年12月下旬に収容先のADXフローレンス刑務所からノースカロライナ州のバットナー連邦医療刑務所に移送されたことが明らかになったが、理由は不明。
2023年6月10日早朝に刑務所内で死亡しているのが発見された。81歳没。自殺とみられると報じられている。また当時カジンスキーは末期がんであった。

## カジンスキーの数学論文
- Kaczynski, T.J. (1964-06,07). “Another Proof of Wedderburn's Theorem”. American Mathematical Monthly 71 (6):  652-653. doi:10.2307/2312328. JSTOR 2312328. A proof of Wedderburn's little theorem in abstract algebra
- (1964-06.07). “Advanced Problem 5210”. American Mathematical Monthly 71 (6):  689. doi:10.2307/2312349. JSTOR 2312349. A challenge problem in abstract algebra
- (1965-06,07). “Distributivity and (−1)x = −x (Advanced Problem 5210, with Solution by Bilyeu, R.G.)”. American Mathematical Monthly 72 (6):  677-678. doi:10.2307/2313887. JSTOR 2313887. Reprint and solution to "Advanced Problem 5210" (above)
- (1965-07). “Boundary Functions for Functions Defined in a Disk.”. Journal of Mathematics and Mechanics 14 (4):  589-612.
- (1966-11). “On a Boundary Property of Continuous Functions”. Michigan Mathematical Journal 13 (3):  313-320.
- —— (1967). Boundary Functions (fragment) (PhD). University of Michigan. Kaczynski's doctoral dissertation. Complete dissertation available for purchase from ProQuest, with publication number 6717790.
- (1968-03,04). “Note on a Problem of Alan Sutcliffe”. Mathematics Magazine 41 (2):  84-86. Bibcode: 1975MathM..48...12G. doi:10.2307/2689056. JSTOR 2689056. A brief paper in number theory concerning the digits of numbers
- (1969-03). “Boundary Functions for Bounded Harmonic Functions”. Transactions of the American Mathematical Society 137:  203-209.  オリジナルの2017-01-16時点におけるアーカイブ。.
- (1969-07). “Boundary Functions and Sets of Curvilinear Convergence for Continuous Functions”. Transactions of the American Mathematical Society 141:  107-125.  オリジナルの2017-08-12時点におけるアーカイブ。.
- (1969-11). “The Set of Curvilinear Convergence of a Continuous Function Defined in the Interior of a Cube”. Proceedings of the American Mathematical Society 23 (2):  323-327.  オリジナルの2017-08-02時点におけるアーカイブ。.
- (1971-01,02). “Problem 787”. Mathematics Magazine 44 (1):  41. Bibcode: 1975MathM..48...12G. doi:10.2307/2688865. JSTOR 2688865.  A challenge problem in geometry
- (1971-11,12). “A Match Stick Problem (Problem 787, with Solutions by Gibbs, R.A. and Breisch, R.L.)”. Mathematics Magazine 44 (5):  294-296. Bibcode: 1975MathM..48...12G. doi:10.2307/2688646. JSTOR 2688646. Reprint and solutions to "Problem 787" (above)

## 書籍
- 『Handled with care: the true story of the FBI's 18 year search for the serial killer unabomber』マーク・セラシーニ著、ランダムハウス刊
- 『MAD GENIUS : The Odyssey, Pursuit, and Capture of the Unabomber Suspect』Lance Morrow、Nancy Gibbs、Richard Lacayo、Jill Smolowe 共著、Grand Central Publishing 刊、ISBN 978-0446604598
- 『Unabomber: a desire to kill』ロバート・グレイスミス著、National Book Network刊
- 『葬られた歴史の真相』ナショナル ジオグラフィック チャンネル刊
- 『ユナボマー 爆弾魔の狂気』Lance Morrow、Nancy Gibbs、Richard Lacayo、Jill Smolowe 共著「タイム」誌編集記者 (著), 田村明子 訳) ベストセラーズ刊 1996、ISBN 978-4584182598

## 映像作品
- TVドラマ『マンハント：謎の連続爆弾魔ユナボマー（MANHUNT: UNABOMBER）』2017年、アメリカ、全8話
- TVドキュメンタリー『ユナボマー: 自らの言葉』2018年、Netflix
- 映画『テッド K ユナボマー　狂気の目覚め（TED K） - allcinema』2021年、アメリカ
- ダークサイドミステリー（NHK）『天才か？悪魔か？謎の連続爆弾魔・ユナボマーを追え！』2021年5月6日
- 世界の何だコレ!?ミステリー（フジテレビ）『全米が震撼！IQ167の連続爆弾魔 FBIが18年追った“ユナボマー”とは?』2023年3月15日[110]